# Kukilnyky
Kukilnyky (ukrainisch Кукільники; russisch Кукольники/Kukolniki, polnisch Konkolniki) ist ein Dorf in der ukrainischen Oblast Iwano-Frankiwsk in der Westukraine mit etwa 500 Einwohnern.

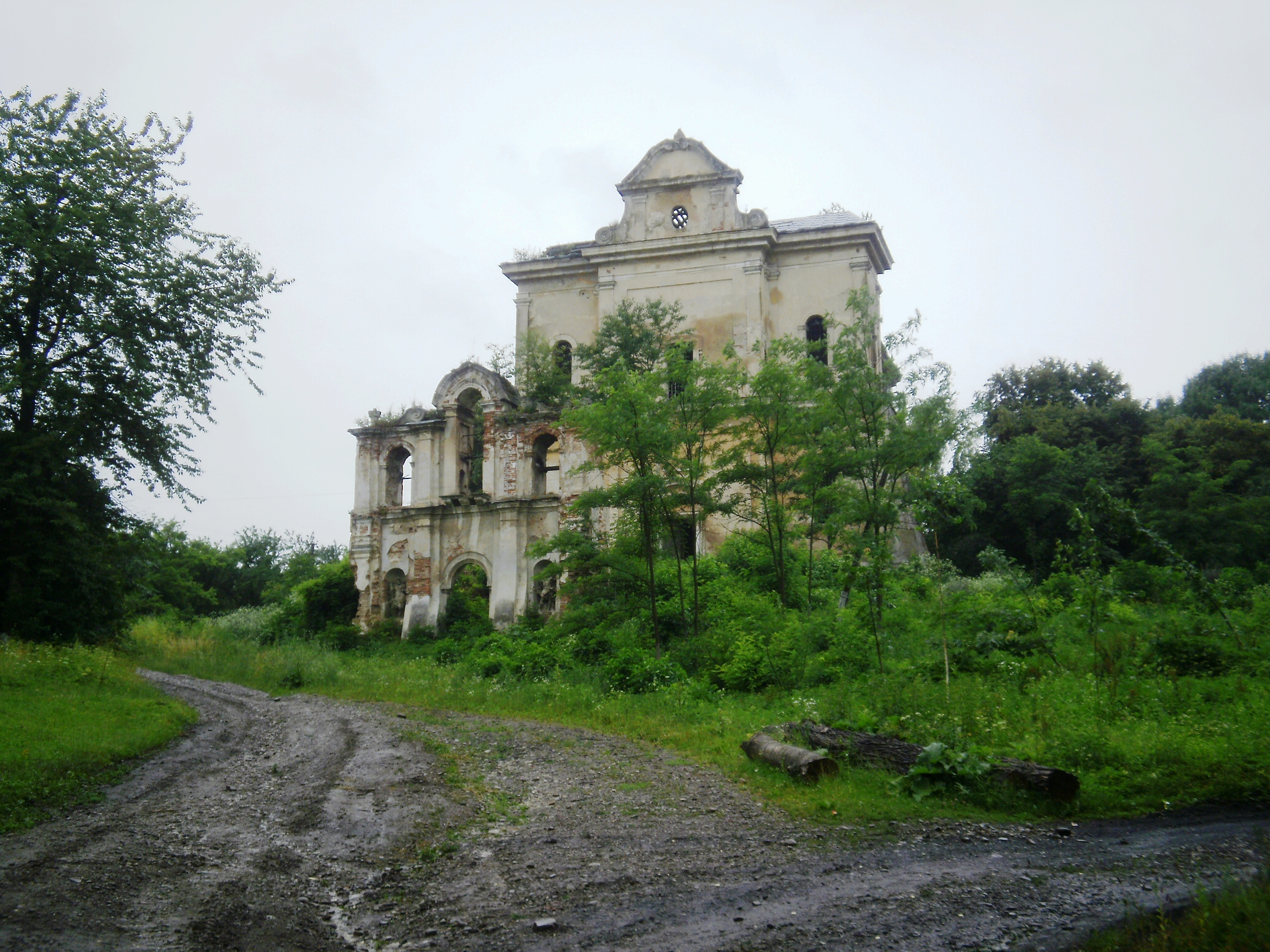
Kirchenruine im Ort

Die Ortschaft liegt im Westen der historischen Landschaft Galizien im Rajon Iwano-Frankiwsk am Flüsschen Bybelka (Бибелька), etwa 9 Kilometer nordöstlich vom ehemaligen Rajonzentrum Halytsch und 31 Kilometer nördlich vom Oblastzentrum Iwano-Frankiwsk entfernt.
Zusammen mit dem Dorf Sahirja-Kukilnyzke (Загір'я-Кукільницьке) bildete sie die Landratsgemeinde Kukilnyky, am 13. September 2016 wurde der Ort ein Teil der neugegründeten Siedlungsgemeinde Bilschiwzi (Більшівцівська селищна громада/Bilschiwziwska selyschtschna hromada).
Am 12. Juni 2020 wurde das Dorf ein Teil des Rajon Iwano-Frankiwsk; bis dahin lag es im Rajon Halytsch.
Der Ort wurde 1421 zum ersten Mal schriftlich erwähnt, lag zunächst in der Adelsrepublik Polen-Litauen, Woiwodschaft Ruthenien, und kam 1772 als Konkolniki (später auch Kąkolniki) zum damaligen österreichischen Kronland Galizien (bis 1918 als Markt dann im Bezirk Rohatyn).
Nach dem Ende des Ersten Weltkrieges kam der Ort zur Polen, war hier ab 1921 als Konkolniki in die Woiwodschaft Stanislau, Powiat Rohatyn, Gmina Konkolniki eingegliedert und wurde im Zweiten Weltkrieg erst von der Sowjetunion und ab 1941 bis 1944 von Deutschland besetzt und dem Distrikt Galizien angeschlossen. Nach der Rückeroberung durch sowjetische Truppen 1944 kam er 1945 wiederum zur Sowjetunion und wurde in die Ukrainische SSR eingegliedert, seit 1991 ist der Ort Teil der heutigen Ukraine. Unter sowjetischer Herrschaft wurde dem Ort 1939 durch die Herabstufung zum Dorf der Marktstatus aberkannt.
Das östlich gelegene Dorf Sloboda Kukilnyzka (Слобода Кукільницька, polnisch Słobódka Konkolnicka) wurde 1983 in den Ort eingemeindet.
Im Ort befinden sich die Ruinen eines Schlosses aus dem 17. Jahrhundert sowie die Ruinen einer Barockkirche.